# Roni Porokara
Roni Porokara (Helsinki, 12 dicembre 1983) è un ex calciatore finlandese, di ruolo centrocampista.